# Деловой дом (Новосибирск)
Деловой дом (Красный проспект, 25) — здание в Центральном районе Новосибирска, построенное в 1928 году. Памятник архитектуры федерального значения. Архитектор — Д. Ф. Фридман, И. А. Бурлаков.

## История
В 1926 году Отдел местного хозяйства (ОМХ) принял решение о постройке рядом с Городским торговым корпусом гостиницу (Деловой дом). Был объявлен закрытый конкурс, в котором участвовали московские архитекторы — С. Е. Чернышёв (проектировал Главное здание МГУ), И. А. Голосов и Д. Ф. Фридман, проект которого и был одобрен «как наиболее интересный по наружной обработке».
Первоначально планировалось, что дом будет строиться на одной линии с другими зданиями, стоящими на Красном проспекте. Однако некоторые планировщики — первый из них инженер путей сообщения В. Г. Сафонов — предложили отодвинуть здание вглубь для создания возле него парковочной площадки. Для разрешения спора была организована подкомиссия из шести человек, в которую вошли инженер В. П. Брейденбах (будущий строитель фонтана в Первомайском сквере), К. Е. Цакни, доктор А. А. Ицкович, Гольденберг, Родюков, И. И. Загривко, после чего было решено строить здание с отступом от красной линии проспекта.
Затем Загривко выступил на пленуме планировочной комиссии при горсовете, на которой одобрили его проект перепланировки с отступом здания на 29 сажен, благодаря чему сформировался современный облик площади Ленина.
Здание возводилось в 1926—1928 годах по проекту архитектора Д. Ф. Фридмана, а также по рабочим чертежам архитектора И. А. Бурлакова.
4 декабря 1974 года здание Делового дома получило статус памятника архитектуры федерального значения (постановление Совета Министров РСФСР № 624).
В 2022 году начались работы по капитальному ремонту здания.

## Описание
Главный восточный фасад здания выходит на площадь Ленина, северный — на улицу Ленина, западный фасад обращён к зданию Центральной гостинице, южный фасад расположен напротив Первомайского сквера.
Здание четырёхэтажное прямоугольное на бутовом ленточном фундаменте в виде замкнутого каре с внутренним двором, внутрь которого имеется проезд. Со временем во дворе появились приспособленные под новые функции пристройки. Под зданием находится подвал.
Дом состоит из поперечной рамы, монолитной железобетонной балки и плиты.
Несущие кирпичные стены выполняют роль наружных стоек. Кирпичный цоколь не выделяется из плоскости фасада.
Стены здания облицовывает камневидная штукатурка «под бучарду».
Здание имеет двускатную чердачную крышу. Металлическая кровля сообщается с наружным водостоком.
Композиция главного фасада симметричная, его центральная часть выступает вперёд в уровне первого и третьего этажей и фланкирована прямоугольными балконами небольшого размера и с лёгким ограждением из металла.
Три немного возвышающихся объёма лестничных клеток акцентируют юго-восточный, северо-западный и северо-восточный углы и придают зданию ступенчатый силуэт.
Витрины первого этажа продолжают большие трёхгранные окна-эркеры на втором.
На главном фасаде находятся два боковых входа, их выделяют небольшие объёмы.
Подвал, первый и вторые этажи были спроектированы специально для общественных функций.
В здании сохранился первоначальный интерьер: потолочные штукатурные тяги, стоечно-балочная структура, пол с квадратной керамической и восьмигранной плиткой, паркет.

## Галерея

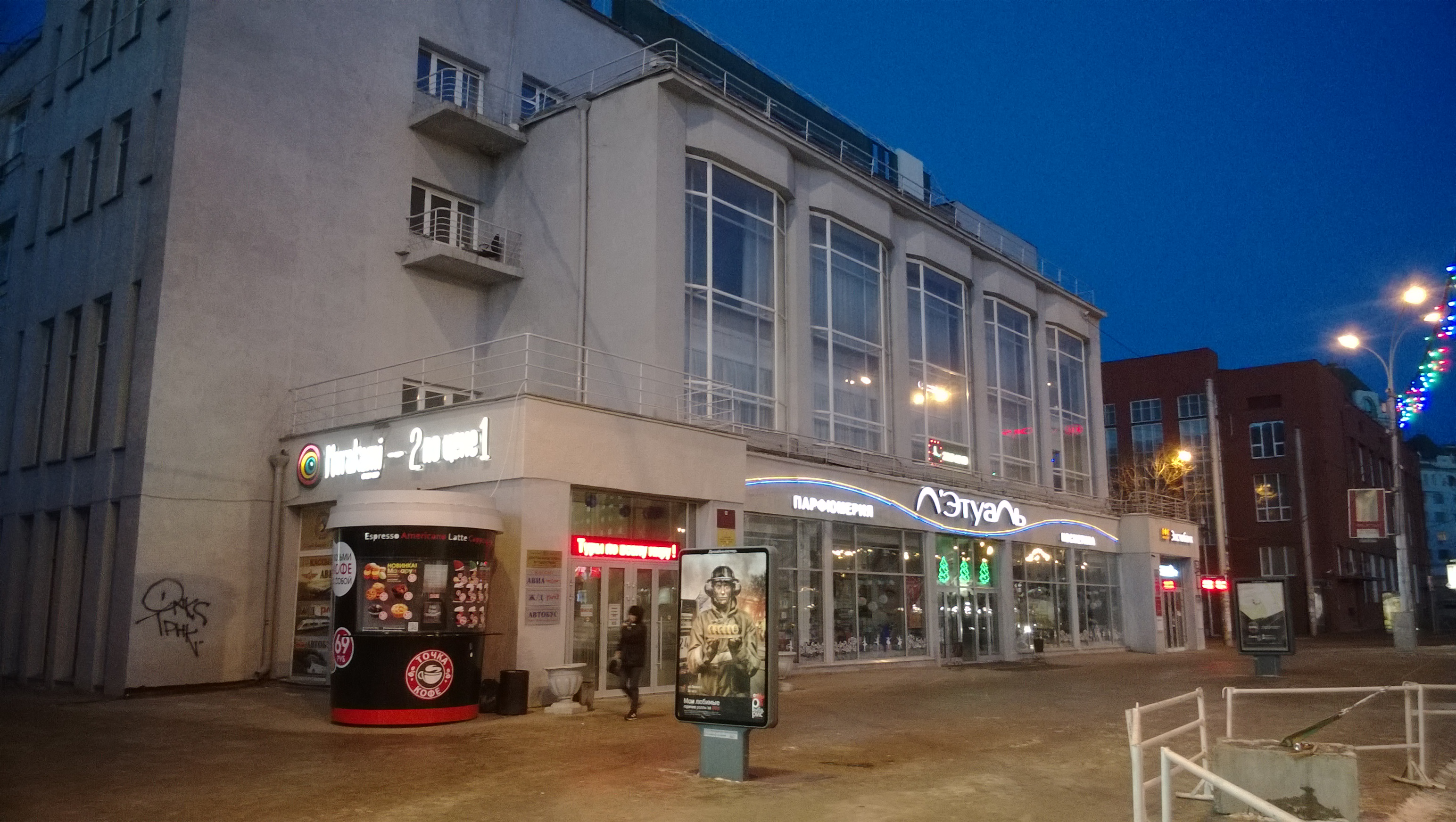
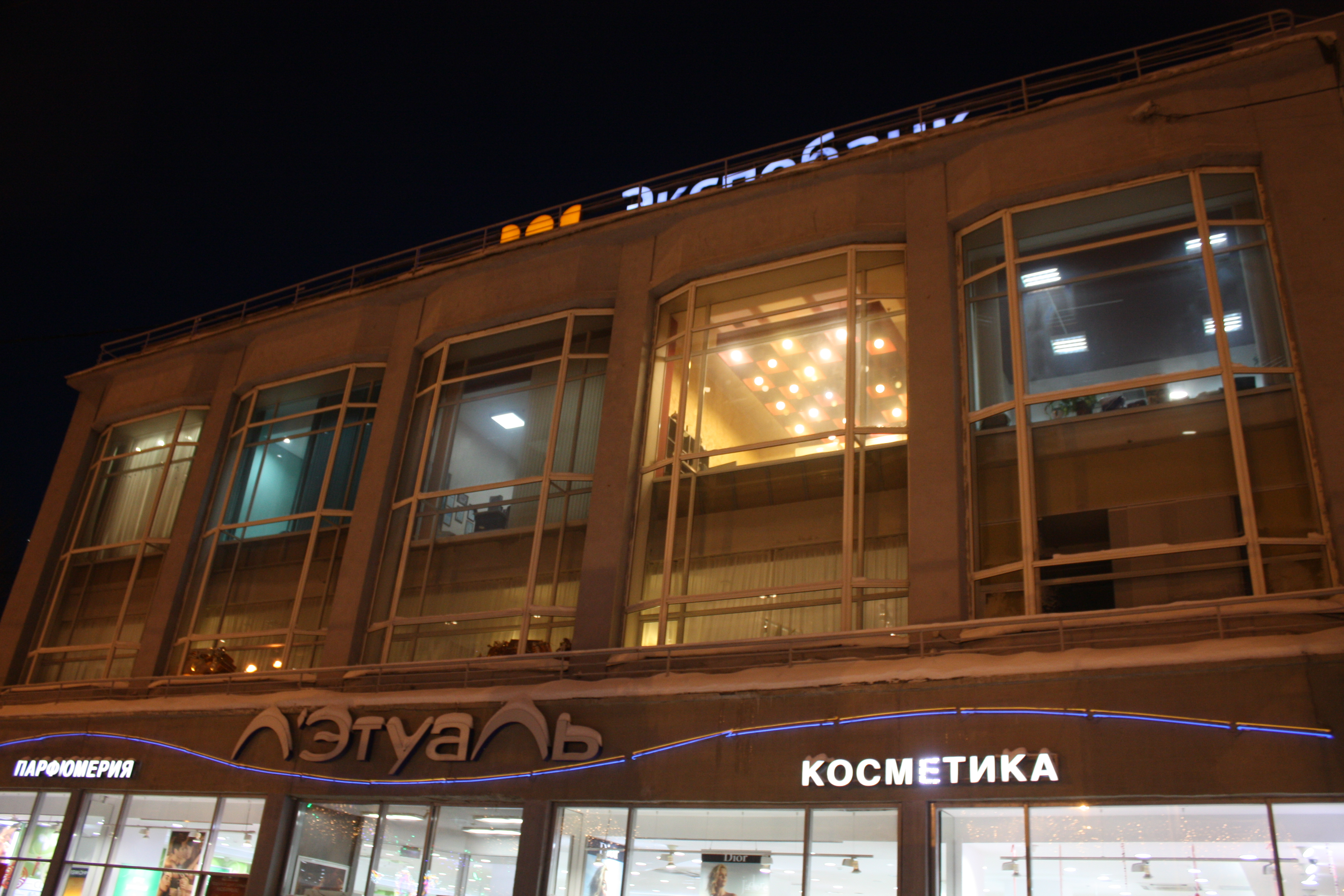
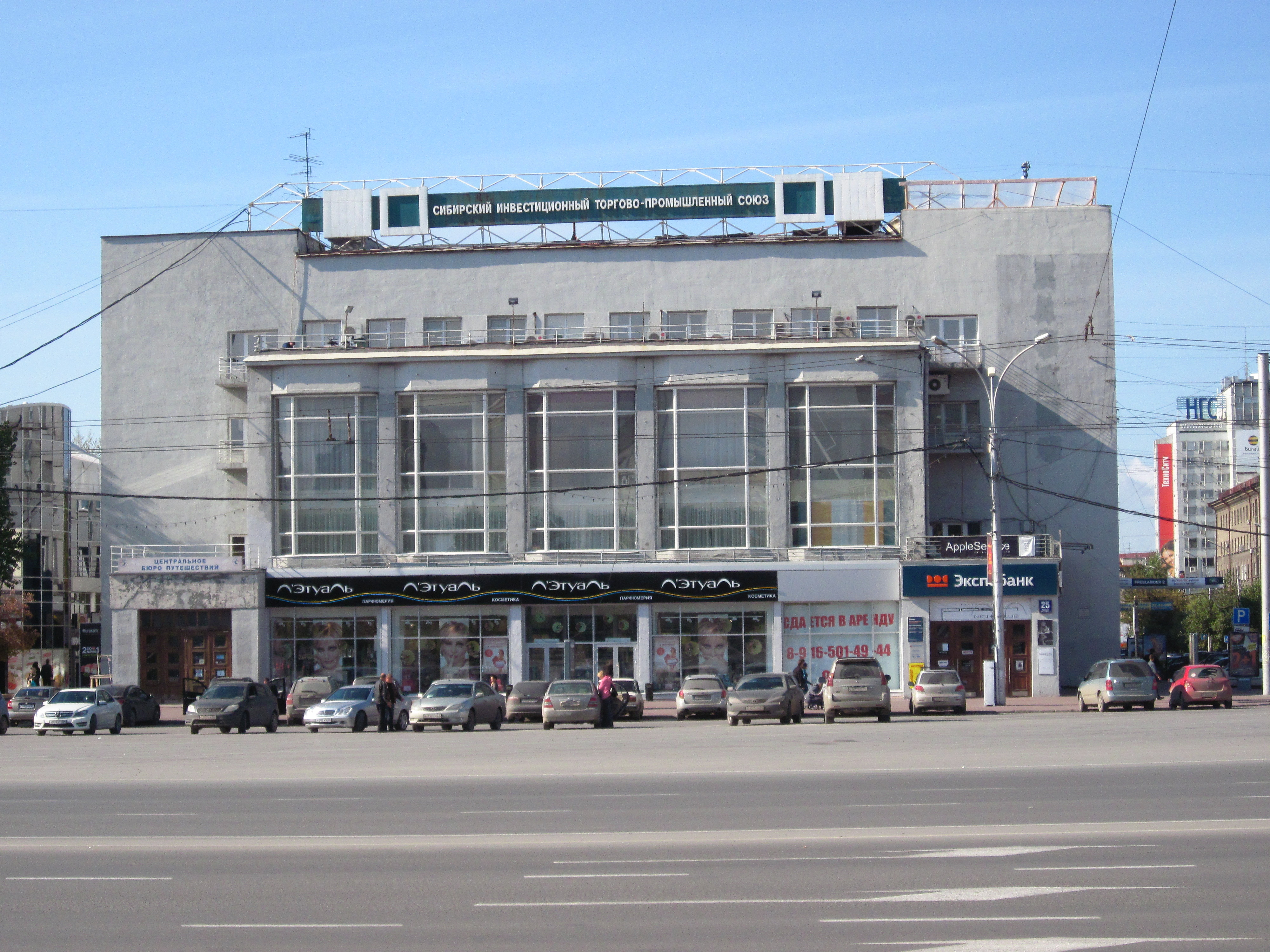